# Castelnuovo Don Bosco
Castelnuovo Don Bosco (en piamontés Castelneuv d'Ast) "Tierra de santos y vino", es un municipio de 3.098 habitantes de la provincia de Asti. Hace parte de la Unión de Municipios del Alto Astillano y es famoso especialmente porque es la tierra natal de Don Bosco en donde existe en la actualidad un santuario dedicado al santo que es objeto de numerosas peregrinaciones.

## Geografía
La región se ubica al extremo noroccidental de la provincia de Asti, sobre un área montañosa ligeramente elevada cerca de la confluencia de los ríos Navissano y Bardella. La ciudad recibía el nombre de Castelnuovo de Asti (en italiano "Castelnuovo d'Asti") antes de que se le atribuyera el nombre actual en honor de su ilustre ciudadano. El nombre es obviamente relacionado con la presencia de un castillo en torno al cual surgió una aldea en tiempos anteriores al año 1000. Alrededor del pueblo hay otras poblaciones satélite de especial importancia como Bardella, Cascine Garesio, Ranello y la región de la Señora de las Nieves.

## Historia
Antiguamente estaba repartida por partes iguales entre los señores feudales de Rivalba y de Piei hasta que se hizo posesión del marquesado de Monferrato y posteriormente feudo de Anna d'Alencon y Giovanni Enrico Suave en 1546.
Fue concedido en 1619 por Carlos Manuel I al conde Ernesto Mansfeldt quien después de su muerte lo dejó a su hermana Matilda de Saboya, esposa de Carlos de Simiana, quienes son los señores del lugar hasta finales del siglo XVIII.

## Iglesias y monumentos
En la parte más alta del pueblo surge la Torre de origen medieval y que, con algunas ruinas adyacentes, es lo que queda del antiguo castillo que hace siglos dominaba la región. A su lado se encuentra una santuario dedicado a la Virgen y que construido durante el periodo barroco.
En la parte alta se encuentra también la Iglesia de San Andrés con una fachada simple que resale al siglo XIII. En el interior hacia la nave central se conserva una pintura de Guillerno Caccia conocido como el Moncalvo.
En torno al templo se alzan algunas construcciones que resalen a diferentes épocas desde la medieval, como la Casa Filipello adornada con un bello jardín.
Descendiendo hacia el pueblo se encuentran notables edificaciones como la Iglesia de San Bartolomé, de estilo siglo XVII y el edificio Rivalba localizado en una plaza.
En los alrededores, a lo largo de la vía que lleva a la puerta de Berzano de San Pedro se encuentra la pequeña Iglesia de San Eusebio de estilo románico: la fachada fue restaurada en el siglo XVII mientras que el resto del edificio presenta todavía características medievales con algunos arcos pensiles que sobreviven en la parte absidal.
Siempre de estilo románico, hay otros dos edificios de culto puestos en lugar aislado: las iglesias de Santa María de Carnerato y Santa María de Rasetto. La primera es ya una ruina, mientras la segunda todavía es utilizable. Situada sobre una colina cerca de la localidad de Garesio aparece bastante compacta en la parte externa, menos la fachada del siglo XVII al interior en donde hay un portón construido al inicio del siglo XX con ábsides en piedra y estructuras en ladrillo.
En la vereda de Mondonio, situada a unos tres kilómetros al noreste del pueblo, hay algunas edificaciones particularmente interesantes entre las que se encuentran la Casa de Domingo Savio y el castillo medieval de Rivalba que tiene una gran torre y una estructura cuadrada y la iglesia parroquial en estilo barroco.
En el pueblo hay también una estatua dedicada a Don Bosco construida en 1898 por el escultor Stuardi y situada en la plaza principal, en la parte inferior.

## Evolución demográfica
| Gráfica de evolución demográfica de Castelnuovo Don Bosco entre 1861 y 2001 |
|                                                                             |
| Fuente ISTAT - elaboración gráfica de Wikipedia                             |

## I Becchi - patria de un santo
Es la vereda en donde nació San Juan Bosco y en la cual se encuentran edificios enriquecidos con testimonianza de su presencia y de su apostolado a favor de la juventud. 
Su casa natal está entre los diferentes sitios ligados a su vida y es seguramente la más visitada por los turistas. La casa fue englobada en una moderna estructura y, además de algunos objetos que ilustran los haberes de la familia, presenta información sobre los salesianos en todo el mundo. La pequeña construcción además porta al visitante a la humildad de la vida campesina de hace tiempos.
Al lado del templo surgen otros edificios construidos en el último siglo como la Iglesia de María Auxiliadora y el Museo Campesino, destinado a la conservación de la memoria histórica de la vida agrícola del territorio, sus instrumentos y el monumento a la madre del santo: Margarita Occhiena.
Al centro del conjunto de las edificaciones se forma el Santuario que comprende la Iglesia Superior y la Iglesia Inferior: son edificios recientes que resalen a los últimos treinta años. Fueron construidos de manera clásica e interpretados según modelos contemporáneos. Les precede una gran plaza destinada a contener una gran multitud con ocasión de peregrinajes.
Al ingreso de la Iglesia Superior se nota una expresivo monumento formado por una estatua de bronce de Don Bosco, dedicada a él por el cuerpo docente italiano en 1929.
Siempre alrededor del área del santuario está presente el Museo Misionero etnográfico con muestras provenientes de todas las partes del mundo y es seguramente la más grande muestra en la provincia de Asti.
Otra serie de edificaciones del área incluyen colegios, escuelas, talleres y campos deportivos y recreativos para jóvenes participantes de actividades de educación técnica.

## Otras personalidades

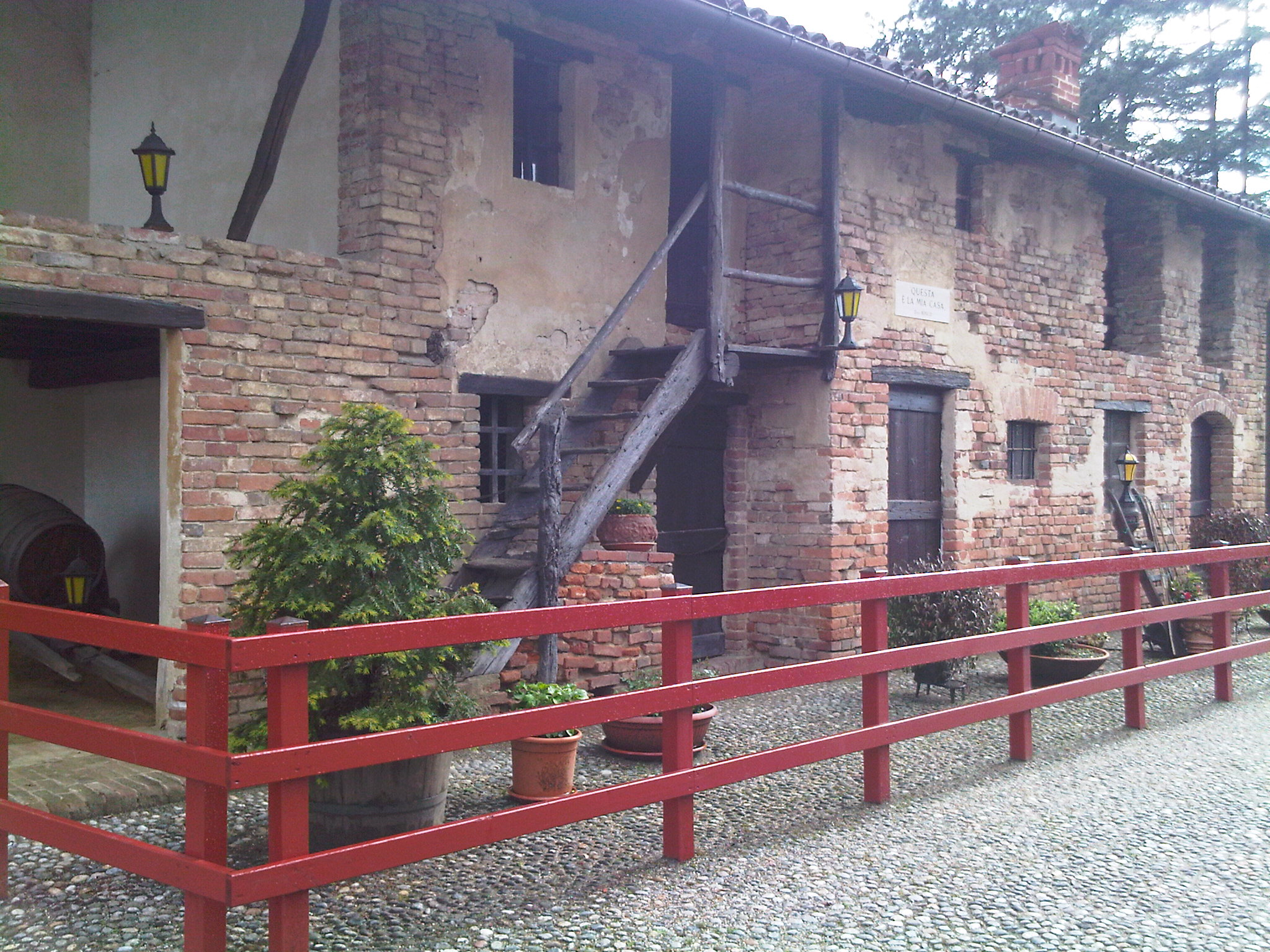
La casa de Don Bosco en los Becchi, cuando tenía dos años

Además de San Juan Bosco, el municipio de Castelnuovo se enorgullece de otras figuras notables como San José Cafasso, Santo Domingo Savio y San José Allamano.
El primero nació en 1811 y murió en 1860 y es conocido como el padre de los condenados por su extraordinaria actividad en las cárceles y con los condenados a muerte. Fue además educador de Don Bosco.
Santo Domingo Savio (1842-1857) tuvo una vida muy breve en el Oratorio de Valdocco en Turín, al lado de Don Bosco, de quien toma el ejemplo que le inspiró la perfección de vida cristiana.
San José Allamano vivió entre 1851 y 1926 dedicado a la dirección espiritual en el seminario de Turín: su fama está ligada a la fundación de la Congregación Misioneros de la Consolata y de las Hermanas Misioneras de la Consolata para la evangelización de África inspirados en las enseñanzas de Don Bosco.
En el ámbito deportivo Castelnuovo Don Bosco ha sido la cuna de Luigi Marchisio, campeón del Giro de Italia en 1930. Como forma de homenaje, el ginmasio del colegio de Castelnuovo lleva su nombre.
Por último y sin ser último nació en Castelnuevo Don Bosco Juan Argenterio (1513-1572), primero médico en Francia y después en varias ciudades italianas para regresar al Piamonte en donde enseñó en Mondovi y en Turín. Entre sus obras se recuerdan : "De errorun veterum medicorum" , el "De causis morborum" y el "De morbis", obras de gran fama médica en Europa y en otros continentes.

## Economía
En el territorio municipal se cultiva la uva que da origen a la producción vinícola Denominación de Origen Controlado (DOC), en particular en Malvasía y Freisa. Entre las actividades artesanales más destacadas se encuentra el trabajo con maderas para la fabricación de muebles y otros objetos. En la localidad de Bardella, a unos 2 kilómetros del pueblo, hay numerosas fuentes de agua fría que son utilizadas para la cura del aparato digestivo y la piel.